# David Morris (homme politique)
Pour les articles homonymes, voir David Morris (homonymie) et Morris.
David Thomas Morris (né le 3 janvier 1966 Leigh, Lancashire, Angleterre) est un homme politique du Parti conservateur britannique, ancien musicien et homme d'affaires. Il est député de Morecambe et Lunesdale dans le Lancashire, de 2010 à 2024.

## Jeunesse et carrière
Fils d'un ancien lieutenant-commandant de la Royal Navy qui est directeur des affaires maritimes des Bahamas, David Morris passe une grande partie de sa jeunesse à l'étranger. Il fait ses études à la St Andrew's School de Nassau, aux Bahamas, à la Kowloon School, à Hong Kong et au Lowton High School du Grand Manchester.
Guitariste accompli, Morris joue dans un groupe avec Rick Astley. Morris et Astley jouent la nuit sur le circuit des clubs du Nord au sein du groupe Give Way – spécialisé dans la reprise des chansons des Beatles et des Shadows – et du FBI, un groupe de soul qui remporte plusieurs concours de talents locaux. Il devient musicien de session et est présélectionné pour Whitesnake et Duran Duran. Il écrit des chansons pour Stock, Aitken et Waterman, mais aussi Sonia, Brother Beyond et Jason Donovan.
Échouant à sa tentative de rejoindre la Royal Navy en tant qu'officier en raison de sa myopie, Morris poursuit des activités créatives. Après avoir quitté l'Industrie musicale, il fonde son entreprise de styliste, David Morris Hairdressing, à Leigh. Il l'étend ensuite à quatre autres salons dans la région du Grand Manchester. Il travaille comme styliste international pour Pierre Alexandre International .

## Carrière politique
David Morris se présente sans succès aux sièges de Blackpool South en 2001 et de Carmarthen West et South Pembrokeshire en 2005, bien qu'il ait diminué la majorité du parti travailliste dans les deux cas.
Morris est sélectionné comme candidat conservateur pour le siège de Morecambe et Lunesdale aux élections générales de 2010 et l'emporte en battant Geraldine Smith du Labour par 866 voix. Il est réélu en 2015 avec une majorité accrue de 4 590 voix et en 2017 avec une majorité réduite de 1 399 voix.
Morris est Secrétaire parlementaire privé (SPP) auprès des ministres du Pays de Galles, de l'Écosse et de l'Irlande du Nord. Morris est nommé en 2014 par le Premier ministre David Cameron comme le premier « tsar » indépendant.
Il est président des Amis conservateurs de l'énergie nucléaire, dans le cadre de son engagement à protéger les emplois dans l'industrie nucléaire dans sa circonscription .
Morris est opposé au Brexit avant le référendum de 2016. Morecambe et Lunesdale votent de justesse pour quitter l'Union européenne. Après le référendum, il soutient la position de son parti et s'engage à ce que le Royaume-Uni quitte l'Union européenne.
En septembre 2020, Morris est reconnu coupable d'avoir enfreint les règles sur les dons par la Commission des normes parlementaires . Il s'est avéré qu'il a fait du lobbying au nom d'Aquind Ltd, une entreprise dirigée par l'homme d'affaires d'origine ukrainienne Alexander Temerko, qui a fait un don de plus d'un million de livres sterling au Parti conservateur, et à des députés conservateurs. Morris lui-même a reçu un don de 10 000 £ de la société.

## Vie privée
En septembre 2019, Morris épouse sa partenaire Emma Smith lors d'une cérémonie à la chapelle St Mary Undercroft au Parlement. Elle a été son agent électoral et travaille comme son assistante parlementaire principale. Il a deux fils d'un précédent mariage .
David Morris est un ami de l'acteur et musicien David Hasselhoff, qu'il a accueilli à la Chambre des communes en février 2011 dans le cadre de la campagne de réouverture des jardins d'hiver de Morecambe. Il est également ami avec les musiciens Brian May de Queen Bernie Marsden de Whitesnake et Scott Gorham de Thin Lizzy, qui ont aidé des causes caritatives dans sa circonscription.